# Джиаджак Джакели
Джиаджак Джакели е императрица на Трапезунд, първа съпруга на император Алексий II Велики Комнин.

## Произход
Джиаджак е дъщеря на еристави (княз) Бека III Джакели, атабег на грузинската област Месхети (днес в Грузинския регион Самтсхе-Джавахетия). Според Дейвид Хюс майката на Джиаджак е Саялуна, която обикновено се асоциира с вдовицата на персийския ширваншах Фарукхзад II, управлявал от 1281 до 1317 г.. Според Хюс Саялуна е дъщеря на Гюрчу Хатун и Первене Му'ин ал-дин Сюлейман. Така излиза, че Саялуна е полусестра на селджукския султан Кейкубад II, a Джиаджак е негова племенница. Хюс допуска и друга възможност – майката на Джиаджак да е Игда Кханун, която други историци идентифицират с втората съпруга на Алексий II.

## Брак с Алексий II Велики Комнин
Джиаджак се омъжва за Алексий II Велики Комнин през 1300 г. Византийският император Андроник II Палеолог, вуйчо и покровител на малолетния Алексий II Велики Комнин, планира да го ожени за дъщерята на своя приятел Никифор Хумн. Византийският император научава за сватбата на Алексий и Джиаджак постфактум и настоява бракът им да бъде анулиран от патриарх Йоан XII. От Трапезунд обаче съобщават на патриарха, че бракът на Алексий и Джиаджак е консумиран и двамата вече чакат първото си дете, след което Йоан XII категорично отказва да разтрогне този брак. Тогава Андроник II изпраща от Константинопол сестра си Евдокия Палеологина, майката на Алексий II, която да убеди сина си да изостави Джиаджак. Изненадвашо обаче Евдокия застава зад сина си и го съветва да задържи съпругата си, за да запази независимостта на държавата от Византия.
Известно е, че Джиаджак Джакели и император Алексий II Велики Комнин имат поне 6 деца, имената на които са известни:
- Андроник III Велики Комнин, император на Трапезунд (1330 – 1332)
- Василий Велики Комнин, император на Трапезунд от (1332 – 1340)
- Михаил Анахутлу, убит от брат си Андроник III през 1330 г.
- Георги Ахпуга, убит от брат си Андроник III през 1330 г.
- Анна Анахутлу Комнина, императрица на Трапезунд (1341 – 1342)
- Евдокия, деспотица на Синоп след брака си с емир от този град.

Не е известно обаче колко време продължава бракът на Джиаджак и Алексий II. Той умира през 1330 г., а датата на смъртта на Джиаджак не се споменава никъде.